# جورج دنلوب
جورج دنلوب (بالإنجليزية: George Dunlop)‏ (و. 1956  م) هو لاعب كرة قدم، من أيرلندا الشمالية، ولد في بلفاست، شارك في بطولة كأس العالم لكرة القدم 1982، يلعب كحارس مرمى.

## روابط خارجية
- جورج دنلوب على موقع الاتحاد الدولي (مؤرشف)  (الإنجليزية)
- جورج دنلوب على موقع قاعدة بيانات كرة القدم.إي يو (الإنجليزية)
- جورج دنلوب على موقع ناشيونال فوتبول تيمز (الإنجليزية)
- جورج دنلوب على موقع عالم كرة القدم.نت (الإنجليزية)